# Organitzador d'imatges
Un organitzador d'imatge o aplicació d'administració de la imatge és un programari d'aplicació centrat en l'organització imatges digitals. Els organitzadors d'imatge representen un tipus d'aplicacions de programari d'organització d'escriptori.
El programari organitzador d'imatges se centra principalment a millorar el flux de treball de l'usuari facilitant el maneig d'un gran nombre d'imatges. A diferència d'un visualitzador d'imatges, un organitzador d'imatges té almenys la capacitat addicional d'editar les etiquetes d'imatge i, sovint, també és una manera fàcil de carregar fitxers a pàgines d'allotjament en línia. Les empreses poden utilitzar solucions de gestió de Gestió de recursos digitals (Digital Asset Management (DAM)) per gestionar quantitats més grans i més àmplies de suports digitals.
Alguns programes que venen amb entorns d'escriptori com gThumb (GNOME) i digiKam (KDE) es van programar originalment per ser visualitzadors d'imatges simples, i des d'aleshores han afegit funcions per a ser usats com a organitzadors d'imatges.

## Característiques
- Les visualitzacions prèvies de miniatura són visibles en una sola pantalla i es poden imprimir en una única pàgina. (Full de contacte)
- Les imatges poden ser organitzades en àlbums.
- Els àlbums poden ser organitzats en col·leccions.
- Les etiquetes es poden emmagatzemar externament, o en encapçalaments IPTC o XMP estàndard de la indústria dins de cada fitxer d'imatge o en fitxers de sidecar.[3]
- Redimensionament, exportació, enviament per correu electrònic i impressió.

## Valors diferencials
- Les fotografies poden ser organitzades per un o més mecanismes:
  - Les imatges poden ser organitzades per carpetes, les quals poden correspondre a les carpetes del sistema de fitxers.
  - Les imatges es poden organitzar en àlbums, que poden ser diferents de carpetes o carpetes del sistema de fitxers.
  - Els àlbums es poden organitzar en col·leccions, que poden no ser iguals a una jerarquia de carpetes.
  - Agrupar o classificar segons la data, la ubicació i les metadades fotogràfiques especials, com ara l'exposició o el nombre f si aquesta informació està disponible. Vegeu Exif, per exemple.
  - Les imatges poden aparèixer en més d'un àlbum.
  - Els àlbums poden aparèixer en més d'una col·lecció.
  - Agrupar o apilar imatges d'un àlbum, per data, hora i enllaçar còpies als originals.
  - Addició i edició de títols i títols.
- Cercadors simples o sofisticats per trobar fotos:
  - Cerca per paraules clau, text de llegenda, metadades, dates, ubicació o títol.
  - La cerca amb operadors i camps lògics, com ara (el títol conté l'aniversari) i (les paraules clau contenen pastís) no (data abans de 2007).
- Separació la còpia de seguretat i l'exportació de metadades associades amb les fotos.
- Retoc d'imatges (sigui destructivament o no destructivament).
- Edició d'imatges en un programari gràfic de tercers i torneu a incorporar-les a l'àlbum automàticament.
- Agrupar imatges per formar una vista de presentació de diapositives.
- Exportació de presentacions de diapositives com a presentacions HTML o flash per a la implementació web.
- Sincronització d'àlbums amb contraparts basats en web, ja sigui de tercers (com Flickr) o d'aplicacions específiques (com Lightroom o Phase One Media Pro).
- Retenció de metadades Exif, IPTC i XMP ja incrustat en el mateix fitxer d'imatge.

## Tipus

### Organitzadors d'imatges manuals
Aquest tipus de programari proporciona una vista directa de les carpetes presents al disc dur de l'usuari. A vegades es coneix com a visualitzadors d'imatges, només permeten a l'usuari veure les imatges, però no ofereixen cap funció d'organització automàtica. Donen la màxima flexibilitat a un usuari i mostren exactament allò que l'usuari ha creat al seu disc dur. Tot i que ofereixen la màxima flexibilitat, els organitzadors manuals es basen en el fet que l'usuari tingui el seu propi mètode per organitzar les seves imatges. Actualment, hi ha dos mètodes principals per organitzar les imatges manualment: mètodes basats en etiquetes i carpetes. Tot i que no s'exclouen mútuament, aquests mètodes són diferents en la seva metodologia, resultat i finalitat. Actualment, molts organitzadors d'imatges comercials ofereixen funcions d'organització d'imatges automàtiques i manuals. Una comparació de visors d'imatges revela que hi ha disponibles molts paquets de programari lliure que ofereixen la majoria de les funcions d'organització disponibles al programari comercial.

## Futur
Hi ha diversos avenços imminents previstos en el domini d'organització d'imatges que aviat podrien permetre l'assignació automàtica de paraules clau o agrupacions d'imatges basades en el contingut d'imatges:
- Color, forma i reconeixement de textura[5] (Per exemple, Picasa permet buscar fotos amb noms de color primari de forma experimental).
- Reconeixement del subjecte.[6]
- Reconeixement facial, de torso o cos completament o semiautomatitzat. (Per exemple, FXPAL a Palo Alto extreu cares d'imatges i mesura la distància entre cada cara i una plantilla de manera experimental.[7][8])
- Classificació geo-temporal i agrupació d'esdeveniments.[9] Molts programes es classificaran per temps o lloc; el programari experimental s'ha utilitzat per predir esdeveniments especials com ara aniversaris basats en clústers geo-temporals.

En general, aquests mètodes loden servir mer:
- Assignen paraules clau automàticament basades en contingut, o
- Mida la distància entre una imatge no etiquetada i una imatge de plantilla associada a una paraula clau i, a continuació, proposeu que l'operador apliqui les mateixes paraules clau a les imatges no etiquetades.

## Organitzadors notables
| Nom                                     | OS                                                              | Tipus                             | Llicència                                                  | Metadata                                                                    | Geotagging | Reconeixement facial                                           | Sincronització amb Biblioteca En línia | Notes |
| --------------------------------------- | --------------------------------------------------------------- | --------------------------------- | ---------------------------------------------------------- | --------------------------------------------------------------------------- | --- | -------------------------------------------------------------- | --- | --- |
| ACDSee                                  | Windows                                                         | Propietari                        | Sí IPTC Exif XMP                                           | Sí                                                                          | (noruec) | Sí ≤ 25 GB to ACDSee online, flickr, SmugMug, and Zenfolio     | Suports:> 100 formats d'arxiu, Unicode, processament per lots, visualització de continguts de formats d'arxius, edició no destructiva, exportació de DB, R / W a CD, VCD, DVD. Conté: client de correu electrònic SMTP, transport FTP, cercador de fitxers duplicat.                                            | |
| Adobe Photoshop Àlbum                   | Windows i macOS                                                 | Propietari                        | Sí                                                         | (noruec)                                                                    | (noruec) | Aquest producte ha estat descatalogat.                         | | |
| Adobe Photoshop Organitzador d'Elements | Windows i macOS                                                 | Propietari                        | Sí Exif IPTC XMP                                           | Sí                                                                          | Sí | Sí Flickr, Vimeo, YouTube, Facebook, Twitter, Email            | Component d'Adobe Photoshop Elements. També és compatible amb la gestió i l'intercanvi de clips de vídeo. | |
| Aperture (Apple)                        | macOS                                                           | Base de dades local               | Propietari                                                 | Sí EXIF IPTC XMP                                                            | Sí | Sí                                                             | Sí iCloud, Flickr, Facebook, SmugMug | Descatalogat, però encara funciona en sistemes operatius actual |
| Un Director de Foto                     | Androide 4.0 i amunt                                            | GPL                               | Sí Exif XMP (IPTC (read only))                             | Sí                                                                          | (noruec) | Sí Meta data Sync between android and pc but not online        | Pot gestionar grans col·leccions d'imatges locals (més de 15.000 imatges en 1000 carpetes). Suport d'etiquetes | |
| CodedColor PhotoStudio Pro              | Windows                                                         | Propietari                        | Sí IPTC                                                    | (noruec)                                                                    | (noruec) |                                                                | | |
| DBGallery                               | Windows                                                         | Propietari                        | Sí IPTC Exif XMP                                           | Sí                                                                          | (noruec) | (noruec)                                                       | Un sistema de bases de dades d'imatges multiusuari, basat en la xarxa, normalment utilitzat per empreses petites i mitjanes. Funciona amb una xarxa interna amb una opció d'ús compartit a Internet. Hi ha disponible una versió personal.                                                                      | |
| digiKam                                 | KDE (Linux, macOS, Finestres)                                   | GPL                               | Sí IPTC Exif XMP                                           | Sí                                                                          | Sí | Sí 23hq, Facebook, Flickr, Gallery2, Piwigo, SmugMug.          | La base de dades d'aplicacions de gestió d'imatges tracta de col·leccions de 100.000 de fotografies | |
| FastStone Espectador d'imatge           | Windows                                                         | Freeware                          | Sí Exif                                                    |                                                                             | |                                                                | | |
| Fotostation                             | Windows, macOS                                                  | Propietari                        | Sí                                                         | (noruec)                                                                    | |                                                                | | |
| F-Taca                                  | Unix                                                            | GPL                               | Sí                                                         |                                                                             | |                                                                | | |
| Geeqie                                  | Unix                                                            | GPL                               | Sí                                                         | (noruec)                                                                    | (noruec) |                                                                | | |
| Fotos de Google                         | iOS, Androide i Web                                             | Freeware                          | Sí IPTC                                                    | Sí                                                                          | Sí | Sí                                                             | Integrat en la suite d'eines en línia de Google. | |
| gThumb                                  | Unix                                                            | GPL                               | Sí                                                         |                                                                             | |                                                                | | |
| iPhoto                                  | macOS                                                           | Base de dades local               | Propietari                                                 | Sí                                                                          | Sí | Sí                                                             | Sí | A partir d'abril de 2015, aquest producte s'ha suspès. Reemplaçat per Fotos (Apple). |
| JBrout                                  | Windows, Linux                                                  | GPL                               | Sí IPTC                                                    |                                                                             | |                                                                | | |
| KPhotoAlbum                             | Unix                                                            | GPL                               |                                                            |                                                                             | |                                                                | | |
| Lightroom CC                            | Windows, macOS, iOS, Androide i Web                             | Núvol-base de dades basada        | Propietari                                                 | Sí                                                                          | (noruec) | (noruec)                                                       | Sí | No compatible amb Lightroom CC Clàssic |
| Lightroom CC clàssic (LR 7)             | Windows i macOS                                                 | Catàleg-carpetes locals dirigides | Propietari                                                 | Sí IPTC Exif XMP                                                            | Sí | Sí                                                             | Sí PicasaWeb, Flickr, Piwigo, SmugMug with plugins | La base de dades d'aplicacions de gestió de la imatge professional, cataloga de manera asíncrona les col·leccions de DVD de 10.000 de fotografies. S'ha incorporat l'Editor RAW que permet editar imatges RAW en lots |
| Fase Un Mitjans de comunicació Pro      | Windows i macOS                                                 | Propietari                        | Sí IPTC Exif XMP                                           | (noruec)                                                                    | (noruec) | (noruec)                                                       | Phase One Media Pro és un gestor de fotos professional que facilita la gestió dels actius de fotos i de vídeo. Suporta més de 100 formats d'arxiu. Gestioneu asincrònicament, afegiu paraules clau i classificacions al catàleg amb fins a 500.000 fotos.                                                       | |
| Fotos (Apple)                           | macOS, iOS i Web                                                | Núvol-base de dades basada        | Propietari                                                 | Sí                                                                          | (noruec) | Sí                                                             | Sí | Gestor de fotos predeterminat per a macOS, iOS, tvOS, watchOS. Suporta l'edició, iCloud, impressió, compartició, cerca.                                                                                               |
| Fotos de Microsoft                      | Windows 8 i més tard                                            | Freeware                          | Gestor de fotos predeterminat per a Windows 8 i posterior. |                                                                             | |                                                                | | |
| Picasa/PicasaWeb                        | Windows, macOS i Linux                                          | Freeware                          | Sí IPTC                                                    | Sí                                                                          | Sí | Sí (PicasaWeb only)                                            | 1 GB d'emmagatzematge en línia gratuït, integrat amb la suite d'eines en línia de Google. Descatelogat el març del 2016. | |
| PicaJet                                 | Windows                                                         | Propietari                        | Sí Exif IPTC XMP                                           | Sí Flickr, Fotki.com                                                        | Accés a la base de dades d'usuaris múltiples, nivells il·limitats de nidificació de categoria, amagant imatges privades, suports per a més de 60 formats d'arxiu d'imatge. |                                                                | | |
| ResourceSpace                           | Cross-plataforma (aplicació de web)                             | BSD license                       | Sí IPTC XMP Exif                                           | Solucions de gestió d'actius digitals de codi obert. Té opcions comercials. | |                                                                | | |
| Shotwell                                | Linux                                                           | LGPL                              | Sí Exif IPTC XMP                                           | (noruec)                                                                    | (noruec) | Sí Facebook, Flickr, PicasaWeb, Piwigo                         | Edició no destructiva, embelliment en un click. | |
| Shutterfly Estudi                       | Windows                                                         | Freeware                          | Sí                                                         |                                                                             | |                                                                | | |
| ViewMinder                              | XP de Windows i 2000                                            | Propietari                        | Descatelogat l'any 2007                                    |                                                                             | |                                                                | | |
| Galeria de Foto del Windows             | Windows 10, Windows 8, Windows 7, i Servidor de Windows 2008 R2 | Propietari                        | Sí IPTC Exif XMP                                           | Sí                                                                          | Sí | Sí OneDrive, Facebook, Flickr, Inkubook plus more with plugins | OneDrive ofereix 15 GB d'emmagatzematge en línia (i 15 GB addicionals si la càrrega automàtica de fotografies des del telèfon intel·ligent està activada). L'última versió de la suite deixa caure la part del nom de Windows Live i ja no és compatible amb Windows XP o Windows Vista. Descatalogada el 2017. | |
| XnView                                  | Windows i Unix-agradar                                          | Freeware                          | Sí IPTC Exif                                               |                                                                             | |                                                                | | |
| Zoner Estudi de foto                    | Windows                                                         | Propietari                        | Sí Exif IPTC XMP                                           | Sí                                                                          | (noruec) | Utilitzant plantilles d'HTML                                   | | |
| Professional de Foto digital            | Windows                                                         | Propietari                        |                                                            |                                                                             | |                                                                | | |